# Màrius Díaz
Màrius Díaz Bielsa (Barbastro, 6 de agosto de 1933 - 27 de mayo de 2023) fue un político español, primer alcalde de Badalona (1979-1983) tras la transición.

## Biografía
Profesionalmente trabajó en el sector de la marina mercante, como director de una fábrica de construcción naval entre 1967 y 1979, y más adelante fue gerente de una empresa informática. Militante del Partido Socialista Unificado de Cataluña (PSUC), fue el primer alcalde electo de Badalona tras las elecciones municipales de 1979. Ocupó el cargo entre 1979 y 1983, gobernando en coalición con los socialistas y con un equipo formado por militantes comunistas y político independientes de orientación católica. Asimismo, fue diputado provincial de Barcelona. Durante su mandato se llevó a cabo la rotulación de las calles en catalán y, además, intentó iniciar una televisión local, que, sin embargo, fue precintada por el Gobierno Civil. A causa de ello, Díaz y otros concejales se encerraron en la sede y tuvo que intervenir la policía, que los detuvo, pero fueron liberados pocas horas más tarde.
Perdió apoyo en las elecciones municipales de 1983 a causa de la división entre eurocomunistas y prosoviéticos en el seno del PSUC. Ello llevó a Joan Blanch a la alcaldía. Díaz pasó a militar en Iniciativa per Catalunya, con quien concurrió a las elecciones locales en 1995. Entre 1984 y 1988 fue diputado del Parlamento de Cataluña, en sustitución de Eulàlia Vintró.
En el ámbito personal, estuvo casado con la pedagoga Teresa Lleal Galceran, de quien enviudó en 1988.